# Il corsaro
Il corsaro (O Corsário) é uma ópera em três atos de Giuseppe Verdi, com libreto de Francesco Maria Piave, baseado no poema de Lord Byron The Corsair. A estreia foi no Teatro Grande em Trieste em 25 de outubro de 1848.
| Papel                             | Voz      | Estreia, 25 de outubro de 1848 (Maestro: Luigi Ricci) |
| --------------------------------- | -------- | ----------------------------------------------------- |
| Corrado, Capitão dos Piratas      | tenor    | Gaetano Fraschini                                     |
| Medora, Jovem amante de Corrado   | soprano  | Carolina Volpini                                      |
| Paxá Seid, Paşa de Coron          | barítono | Achille De Bassini                                    |
| Gulnara, Escravo favorito de Seid | soprano  | Marianna Barbieri-Nini                                |
| Giovanni, um pirata               | baixo    | Giovanni Volpini                                      |
| Aga Selimo, Oficial do Paxá       | tenor    | Giovanni Petrovich                                    |
| Um eunuco negro                   | tenor    | Francesco Cucchiari                                   |
| Escravo                           | tenor    | Stefano Albanassich                                   |

## Gravações Selecionadas
| Ano  | Cast (Corrado, Medora, Gulnara, Seid)                             | Maestro, Sala de Ópera e Orquestra                         |                             |
| ---- | ----------------------------------------------------------------- | ---------------------------------------------------------- | --------------------------- |
| 1971 | Giorgio Lamberti, Katia Ricciarelli, Agnes Gulin, Renato Bruson,  | Jesús Lopez Cobos, Frankfurt Opera Chorus and Orchestra    | Audio CD: Gala Cat: 100.707 |
| 2004 | Zvetan Michailov, Michela Sburlati, Adriana Damato, Renato Bruson | Renato Palumbo, Teatro Regio di Parma Orchestra and Chorus | DVD: Dynamic Cat: 33468     |